# El Port de la Selva
El Port de la Selva (em catalão e oficialmente) ou Puerto de la Selva (em castelhano) é um município da Espanha na comarca de Alt Empordà, província de Girona, comunidade autónoma da Catalunha. Tem 41,62 km² de área e em 2021 tinha 1 010 habitantes (densidade: 24,3 hab./km²).

## Demografia
| Variação demográfica do município entre 1991 e 2004 | Variação demográfica do município entre 1991 e 2004 | Variação demográfica do município entre 1991 e 2004 | Variação demográfica do município entre 1991 e 2004 |
| --------------------------------------------------- | --------------------------------------------------- | --------------------------------------------------- | --------------------------------------------------- |
| 1991                                                | 1996                                                | 2001                                                | 2004                                                |
| 761                                                 | 813                                                 | 760                                                 | 922                                                 |